# クロラミン
クロラミン (chloramine) またはクロロアミン (chloroamine) は窒素上に塩素原子をもつ窒素化合物である。
アンモニアがもつ3個の水素原子を塩素原子で置き換えた化合物には、次の3種がある。
1. モノクロラミン（クロロアザン、NH2Cl）
2. ジクロラミン（ジクロロアザン、NHCl2）
3. トリクロラミン（塩化窒素、NCl3）

単にクロラミンといった場合、通常はモノクロラミンのことを指す。ジクロラミンは不安定な化合物であり、単離することができない。かつては、トリクロラミンがカルキ臭の主要因であるといわれていた。
化合物群の呼称のクロラミン、モノクロラミンなどは慣用名の無機化合物に対する呼称であり、「～アミン」とつづられるが、狭義には有機化合物のアミン類を含まない。

## 生成
モノクロラミンはアルカリ条件下で、次亜塩素酸ナトリウムとアンモニアの反応によって得られる。
{\displaystyle {\ce {NH3 + NaClO -> NH2Cl + NaOH}}}

## 物理的性質
- 常温で無色の液体

## 化学的性質・用途
低濃度のモノクロラミンは塩素の代用として水道水の消毒に用いられる。塩素よりも安定で消費者のもとに届くまで消散することがないなどの利点から、モノクロラミンの使用は増加しつつある。比較的無害な炭化水素であるメタンなどの有機化合物の存在下でもクロロホルムや四塩化炭素などのハロメタン類を生成させず、塩素のように不快な悪臭を生じさせないので水道水の味が良くなるとされる。
観賞魚などを飼育する場合、モノクロラミンは魚に有毒なので水道水から取り除かねばならない。塩素は数日間放置することによって揮発するが、モノクロラミンは揮発性が少なく、より安定なので、観賞魚店などで手に入るチオ硫酸ナトリウムなどの薬剤で除去しなければならない。
ただし、モノクロラミンの含まれていない水道水を利用しても、水道水中の塩素（次亜塩素酸 HClO）と魚の糞尿に含まれるアンモニアとの反応によって生成することもある。
{\displaystyle {\ce {NH3 + HClO -> NH2Cl + H_2O}}}
塩素と同様、モノクロラミンで消毒された水道水を人工透析器に用いる場合には、半透膜を通して血液と接触するので、これを除去する必要がある。しかし、クロラミンは消化器を通過する際に無毒化されるので、口から飲むぶんには人工透析を受けている患者に対しても無害である。
自家製のビールを作る人々は、醸造液からモノクロラミンを除くのにピロ亜硫酸ナトリウムを用いる。塩素とは異なり、煮沸によって除去できないからである。

## 分解
クロラミンの共有N-Cl結合は、次亜塩素酸の混合によって容易に加水分解される。
RR′NCl + H2O  RR′NH + HOCl
定量的加水分解定数（K 値）は、クロラミンの殺菌力を表すために使用され、水中での次亜塩素酸の生成に依存する。K 値は次式で表され、一般的に10−4から10−10の範囲になる（モノクロラミンの場合は2.8×10−10）。
{\displaystyle K={\frac {c_{{\text{RR}}'{\text{NH}}}\cdot c_{\text{HOCl}}}{c_{{\text{RR}}'{\text{NCl}}}}}}　　　

## 反応
クロラミンは水中では比較的中性を呈するが、酸化剤の働きをする（酸性溶液：E°= +1.48 V、塩基性溶液ではE°= +0.81 V）。
{\displaystyle {\ce {NH2Cl + 2H+ + 2e- -> NH4+ + Cl-}}}
クロラミンの反応には、塩素の求核および求電子置換、水素の求電子置換および酸化的付加が含まれる。クロラミンは、次亜塩素酸と同様に求核試薬（Nu−）との反応でプラスに帯電した塩素を供与することができる。
{\displaystyle {\ce {Nu- + NH3Cl+ -> NuCl + NH3}}}
塩素化反応の例には、分解の流れで説明したように、酸性媒体中でのジクロラミンと三塩化窒素への変換が含まれる。クロラミンは、求核試薬をアミノ化することもある（求電子性アミノ化）。
{\displaystyle {\ce {Nu- + NH2Cl -> NuNH2 + Cl-}}}
アンモニアをクロラミンでアミノ化してヒドラジンを形成するのは、この反応の例である。
{\displaystyle {\ce {NH2Cl + NH3 + NaOH -> N2H4 + NaCl + H2O}}}
クロラミンは、中性媒体またはアルカリ性媒体中では求電子的にアミン化して分解を開始する。
{\displaystyle {\ce {2NH2Cl -> N2H3Cl + HCl}}}
分解中に形成されたクロロヒドラジンはとても不安定であり、自然分解する。
{\displaystyle {\ce {3NH2Cl -> N2 + NH4Cl + 2HCl}}}
モノクロラミンは次亜塩素酸と同じ方法でスルフヒドリルとジスルフィドを酸化するが、次亜塩素酸の殺菌効果のわずか0.4 – 1.0%ほどである。

## プールの臭気と人体への影響

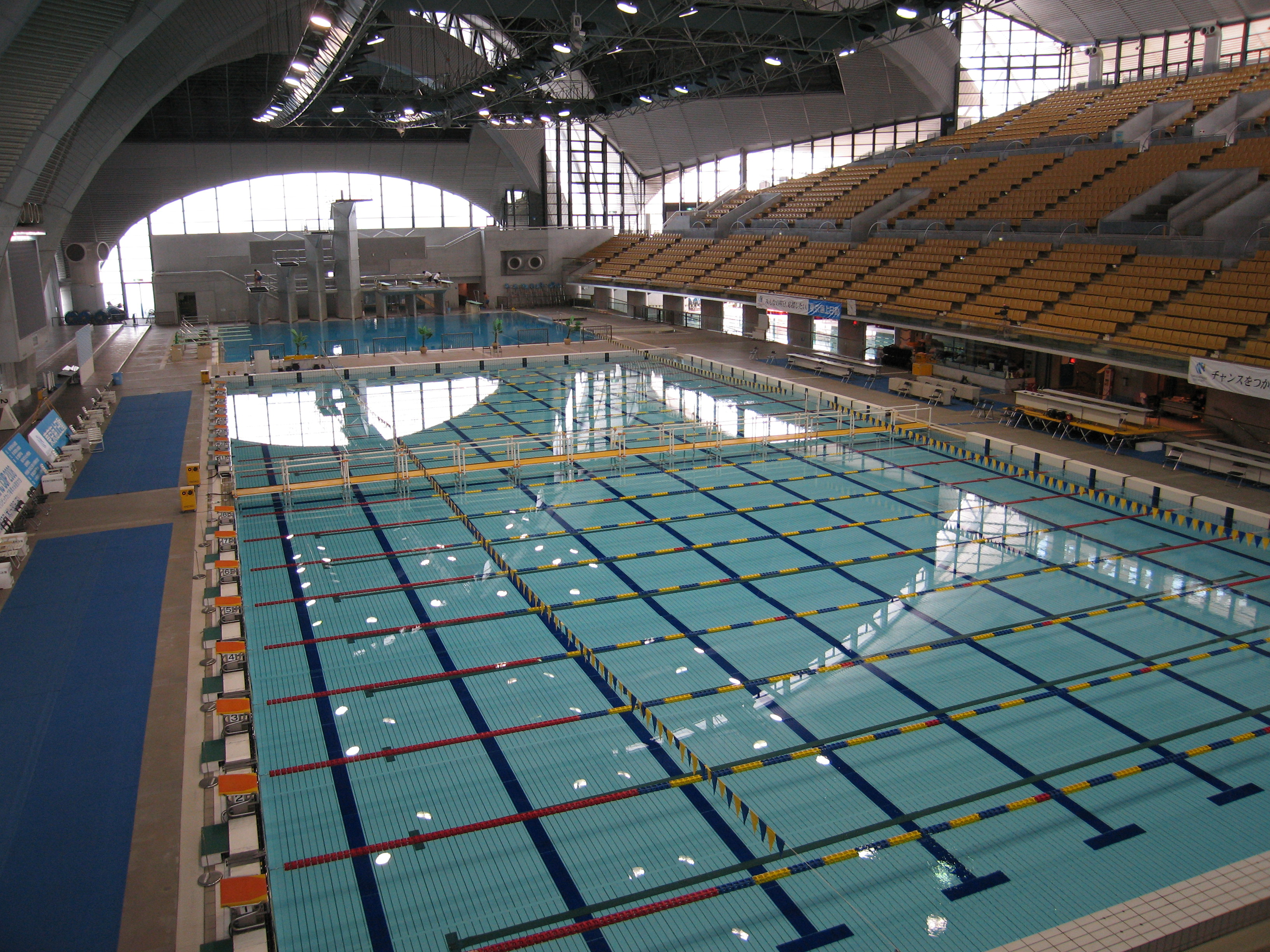
日本の一般的なプール

プールの塩素臭は消毒用の次亜塩素酸ナトリウムではなくクロラミンに起因する。また、入泳者の目・鼻・喉の痛み・肌への刺激の原因である。クロラミンは投下された次亜塩素酸ナトリウムと、入泳者の汗や尿に含まれるアンモニアが反応して生じる。消毒用の次亜塩素酸ナトリウムの濃度は水道水と同じなので人体への影響が皆無に等しい。誰かがこっそりと水中で排尿しないかぎり、塩素臭と刺激は発生しない。

この一件は2018年6月29日放送のNHK系列の番組「チコちゃんに叱られる！」の『なんでプールに入ると赤目になるの？』→『プールの中で誰かがおしっこをしている疑惑』で取り上げられ、当時日本大学理工学部薬学教授だった立川眞理子によって解説がなされた。同番組では冷たい水に入ると毛細血管が狭まり放尿をしてしまうメカニズムと心理学面からの解説もなされ、成人の約19%がプールで排尿したという海外の匿名アンケート結果も紹介された。
2012年夏のアメリカのラジオ番組「On Air With Ryan Seacrest」に寄せられた「みんながプールの中でおしっこをしているのか」に対して、出演者のライアン・ロクテ選手は「もちろんだ、なんかしたくなるんだよね。」と答えた。彼は試合中ではないが、ウォーミングアップ中にしたことがあると強調した。水の怪物ことマイケル・フェルプス選手も2012年のウォール・ストリート・ジャーナルの取材に対し「プロの水泳選手たちは用を足したくなった際、わざわざプールから出てトイレに行ったりはしない。皆プールではおしっこをすると思うよ。水泳選手の間では普通のことだ。2時間も水の中にいて、おしっこをするために外に出たりはしない。したくなったときにするんだ。塩素で消毒されるから大丈夫だ」と発言、アメリカ国内外で物議を醸した。
博報堂が運営するニュースサイトしらべぇが1500人を対象に行った「プールでおしっこをしたことがあるか(2015年)」では、約41.9％が「したことがある」と回答している。2018年7月12日放送の東京MX系列の情報番組「5時に夢中！」では作家の岩井志麻子と新潮社出版部部長の中瀬ゆかりが熱弁をふるった。岩井は「行儀悪い、さすがにプールはない」と否定したが「やっちゃうのは海か川。循環しているところなら、いずれ蒸発したり無くなる」と発言。中瀬は「温泉や銭湯は絶対ない。プールは幼いころあったかも」と幼少期を振り返ったが「ビタミン多めのモノを口にしていると（尿が）黄色くなってバレるのでリスキー」と発言した。ダイビングコミュニティサイトOcean+αが273人を対象に行った調査では7割以上のダイバーが放尿したことがあると回答した。
カナダのアルバータ大学で博士課程を学ぶリンジー・ブラックストックの研究グループによると、オリンピックサイズの1/3の大きさのプールには75リットルの尿が入っているとの結果が出た。確かに尿自体は消毒されるが、発生したクロラミンによるプロの水泳選手やプールの職員の職業性喘息などの健康被害が指摘された。ブラックストックは「プールでのおしっこは、受動喫煙のようなもの。失礼だし、危険をはらんでいる」とし、「この問題は簡単に解決できます。みんながプールの中でおしっこしなければいい、それだけですから。」と語っている。

## その他
かつては、カルキ臭の主要因はトリクロラミンであるという推定があった。しかし、カルキ臭におけるトリクロラミンの寄与度は2割程度であることが明らかになっている。